# Chilok (kraj Transbaikal)
Chilok (Russisch: Хилок) is een stad in Rusland aan de Trans-Siberische spoorlijn. Chilok vormt het administratief centrum van het district Chilok van de Kraj Transbaikal. Chilok ligt aan de gelijknamige rivier Chilok, een rechter zijrivier van de Selenga, 261 km ten westen van Tsjita. Chilok telt 11.539 inwoners.
Expedities van Siberische Kozakken hadden het gebied in de 17e eeuw verkend. De Boerjaten en Evenken schrikten de kozakken af om zich er blijvend te vestigen. Peter de Grote verleende de plaatselijke vorsten zelfbeschikkingsrecht.
Pas in de 19e eeuw vestigden Russen zich daar met de bouw van de Transsiberische spoorweg. Chilok werd in 1895 gesticht rond het nieuw gebouwd spoorwegstation aan de Chilokrivier. De naam Chilok betekent "wetsteen" in het Evenks. Het station opende in 1900. Chilok werd in 1951 een stad.

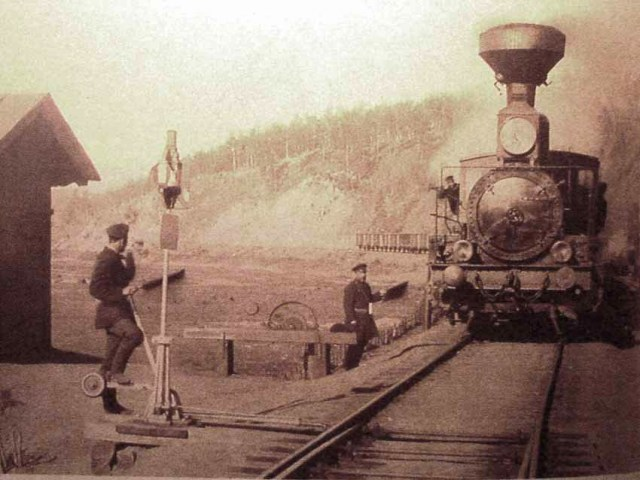
Het spoorwegstation van Chilok

## Geografie

### Klimaat
| Maand                       | jan   | feb   | mrt   | apr   | mei   | jun  | jul  | aug  | sep   | okt   | nov   | dec   | Jaar  |
| --------------------------- | ----- | ----- | ----- | ----- | ----- | ---- | ---- | ---- | ----- | ----- | ----- | ----- | ----- |
| Hoogste maximum (°C)        | −1,0  | 6,4   | 18,2  | 27,4  | 33,4  | 38,2 | 38,6 | 36,2 | 30,5  | 26,1  | 12,0  | 3,0   | 38,6  |
| Gemiddeld maximum (°C)      | −16,7 | −9,2  | −0,8  | 8,4   | 17,1  | 23,4 | 25,2 | 22,4 | 15,6  | 5,9   | −5,9  | −14,6 | 5,9   |
| Gemiddelde temperatuur (°C) | −24,4 | −18,9 | −10,1 | 0,5   | 8,2   | 14,5 | 17,5 | 15,1 | 7,9   | −1,2  | −12,8 | −21,3 | −2,1  |
| Gemiddeld minimum (°C)      | −32,0 | −28,6 | −19,3 | −7,3  | −0,7  | 5,5  | 9,8  | 7,8  | 0,2   | −8,3  | −19,7 | −27,9 | −10,0 |
| Laagste minimum (°C)        | −48,7 | −51,0 | −38,7 | −38,9 | −13,5 | −7,2 | −2,5 | −5,7 | −13,3 | −32,6 | −40,1 | −44,2 | −51,0 |
|                             |       |       |       |       |       |      |      |      |       |       |       |       |       |
| Neerslag (mm)               | 5,2   | 3,7   | 5,1   | 14,8  | 29,3  | 63,7 | 88,2 | 90,2 | 46,8  | 12,7  | 11,3  | 9,2   | 380,2 |
| Bron: Погода и климат Хилок |       |       |       |       |       |      |      |      |       |       |       |       |       |